# Victor-Emmanuel de Savoie
Pour les articles homonymes, voir Victor-Emmanuel.
Titres
Prétendant au trône d’Italie
18 mars 1983 – 3 février 2024
(40 ans, 10 mois et 16 jours)
Prince héritier d'Italie
(de jure)
18 juin 1946 – 18 mars 1983
(36 ans et 9 mois)
Prince héritier d'Italie
9 mai – 18 juin 1946
(1 mois et 9 jours)
Victor-Emmanuel de Savoie (en italien : Vittorio Emanuele di Savoia), dernier prince héritier d'Italie, est né le 12 février 1937 à Naples (Italie) et mort le 3 février 2024 à Genève (Suisse). Il est le fils du dernier roi d'Italie, Humbert II, et de Marie-José de Belgique, fille du roi Albert Ier de Belgique, et reçoit à sa naissance le titre de prince de Naples.

## Biographie

### Famille et premières années sous la royauté

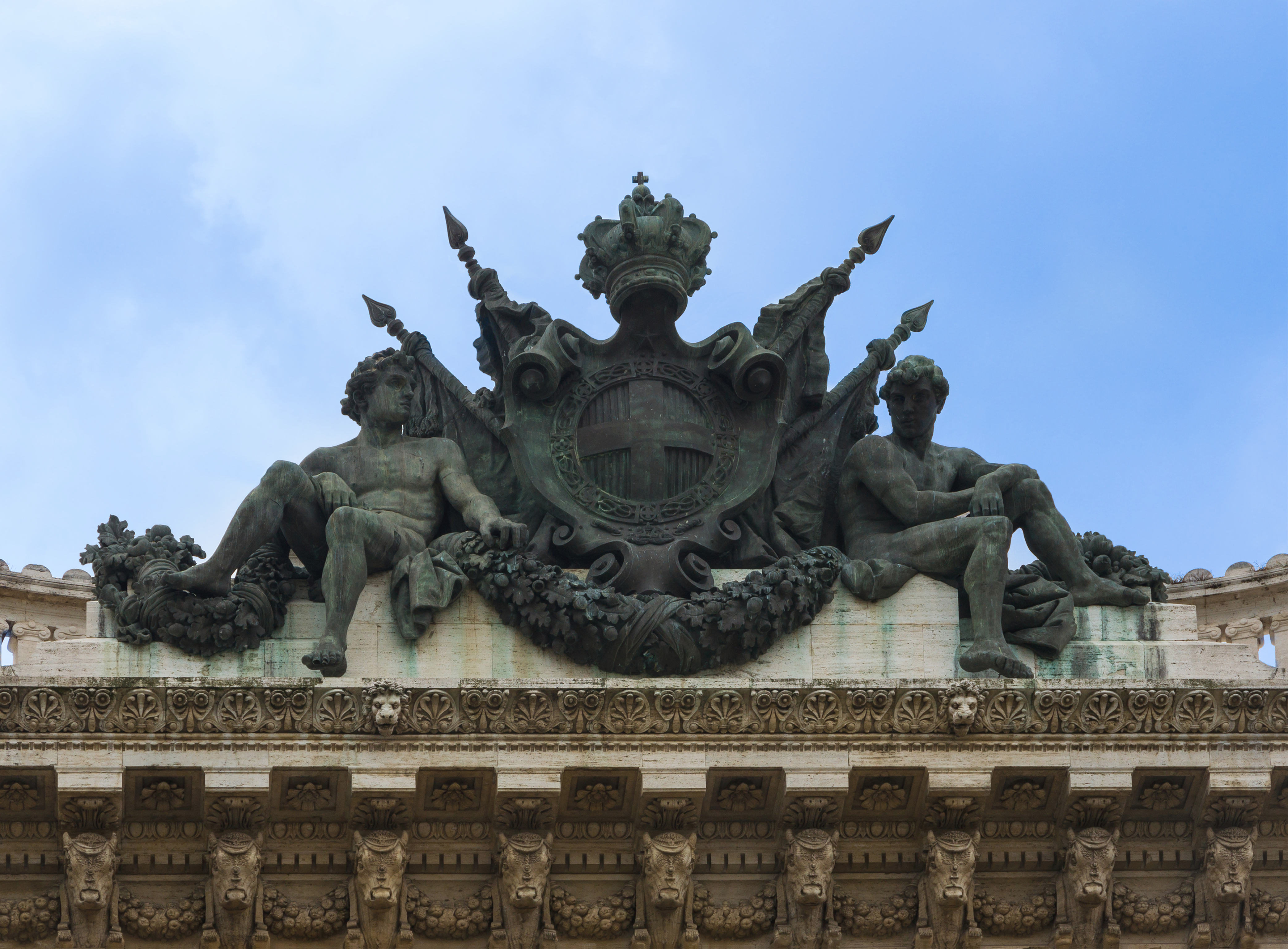
Armoiries de la maison royale d'Italie.

Victor Emmanuel de Savoie, second des quatre enfants du prince et de la princesse de Piémont, naît à Naples, en Italie, le 12 février 1937. Baptisé en grande pompe le 31 mai 1937 en la chapelle pauline du palais du Quirinal à Rome, le prince est le filleul de son grand-père paternel, le roi Victor-Emmanuel III et de sa grand-mère maternelle la reine des Belges Élisabeth, représentée par sa belle-sœur la princesse Henriette de Belgique. Le chef du gouvernement Mussolini est absent à la cérémonie et à la réception qui s'ensuit car il est irrité par cette célébration à caractère monarchique, à une époque où il se lie de plus en plus à Hitler, qu'il envie car le Führer ne doit pas partager les honneurs et la renommée avec une dynastie souveraine.
Les parents de Victor-Emmanuel, mariés depuis 1930, sont malheureux ensemble, comme la reine Marie-José l'avoue dans une interview bien des années plus tard : « On n'a jamais été heureux ». Parents de trois autres enfants : Maria-Pia (1934), Marie-Gabrielle (1940) et Marie-Béatrice de Savoie (1943), Humbert et son épouse Marie-José finissent par se séparer un an après l'abolition de la monarchie italienne votée par plébiscite le 2 juin 1946.
Entretemps, durant la Seconde Guerre mondiale, le 7 août 1943, sur ordre de son grand-père qui craint les opérations de capture menées par les Allemands, Victor Emmanuel, sa mère et ses trois sœurs quittent Rome pour rejoindre le Piémont, où ils s'installent durant un mois à Valdieri, village proche de la frontière française. Le 8 septembre 1943, alors qu'ils sont arrivés la veille au château de Sarre, en Vallée d'Aoste, en zone allemande, Marie-José et ses quatre enfants entendent à la radio que l'Italie a officiellement capitulé devant les Alliés. Immédiatement, par l'intermédiaire de son conseiller contacté par téléphone, le roi ordonne de mettre à l'abri sa belle-fille et ses enfants. Victor-Emmanuel et les siens doivent donc quitter l'Italie pour la Suisse, où ils demeurent, jusqu'à la fin de la guerre avant de rentrer à Rome au printemps 1945,.

### Un exil imposé
La famille royale s'exile en 1946, car une partie des Italiens reprochent notamment au roi Victor-Emmanuel III, grand-père du prince de Naples, d'avoir cosigné les lois raciales fascistes de Benito Mussolini en 1938. La famille royale se réunit durant un peu plus d'un an au Portugal, mais la mésentente de Humbert et de Marie-José a raison de leur couple qui se sépare sans jamais officialiser leur nouvelle situation matrimoniale. À partir de 1947, Victor-Emmanuel s'établit durablement avec sa mère en Suisse, dans une villa acquise à Merlinge, dans la commune de Meiner, canton de Genève, tandis que son père reste sur la Riviera portugaise. Victor-Emmanuel étudie d'abord à l'institut catholique Florimont à Lancy, puis effectue sa scolarité à l'école internationale de Genève, avant d'être inscrit comme élève interne à l'institut Le Rosey et ne rejoint son père que lors de quelques périodes de vacances. Il est guidé dans son adolescence par un excellent précepteur, Renato Cordero Lanza di Montezemolo,.
Le 1er janvier 1948, il est désormais officiellement défendu au roi Humbert II et à son fils Victor-Emmanuel de revenir en Italie en vertu du deuxième alinéa de la XIIIe disposition transitoire de la Constitution de la République italienne, entrée en vigueur ce jour-là : « Il est interdit aux anciens rois de la maison de Savoie, à leurs épouses et à leurs descendants mâles d'entrer et de séjourner sur le territoire national ». Bravant cette interdiction, en 1955, Victor-Emmanuel se rend illégalement à Turin et tente, peu après, de s'inscrire à l'université de la ville où il est refusé. Bravant les autorités, en 1966, le prince effectue un vol en hélicoptère au-dessus de Naples et apprécie les acclamations de monarchistes accourus pour le voir.

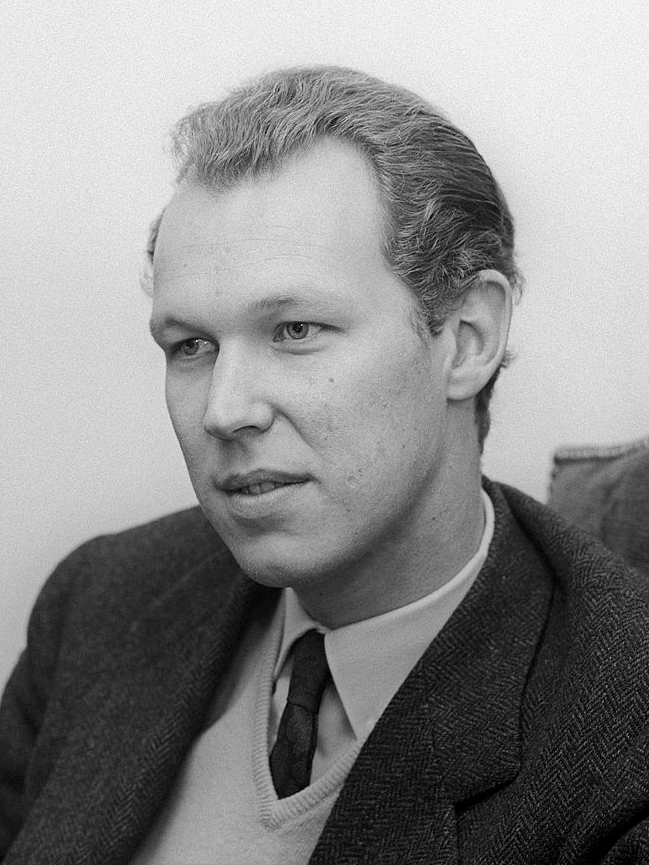
Victor-Emmanuel de Savoie en 1964.

Ses années de jeunesse sont celles d’un flambeur. Passionné de vitesse, il manque de se tuer au volant de sa Ferrari et fait plusieurs séjours à l’hôpital. Il fréquente les soirées huppées de Saint-Tropez en été et de Crans-Montana (Suisse) en hiver.
Victor-Emmanuel de Savoie devient un homme d'affaires. Son activité est basée à Genève, consultant pour diverses entreprises italiennes à l'étranger. Il est employé par des entreprises de l’aéronautique, comme Agusta, Bell ou Boeing et, étant un ami personnel du dernier shah Mohammad Reza Pahlavi, il travaille notamment pour le régime impérial iranien jusqu'à la chute de la monarchie en 1979. Il s'installe ensuite à New York, où il travaille durant quatre ans pour la maison de courtage Bache.

### Mariage et descendance

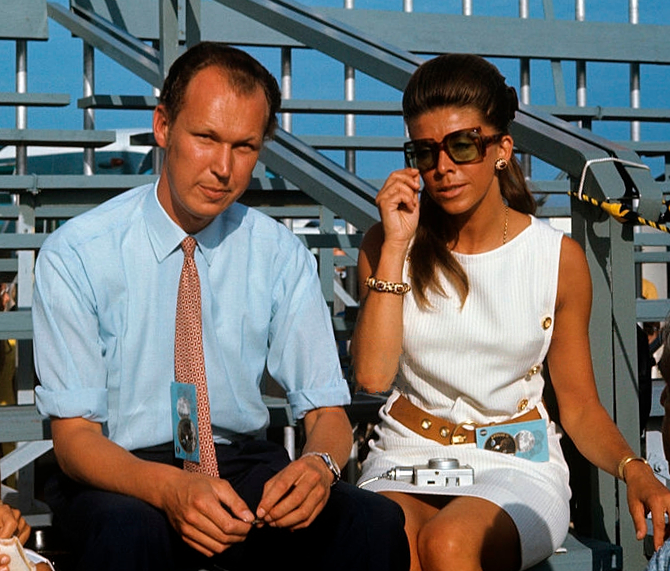
Victor-Emmanuel et Marina Doria à Cap Canaveral en 1969.

Victor-Emmanuel épouse civilement à Las Vegas le 11 janvier 1970, puis religieusement à Téhéran le 7 octobre 1971 Marina Ricolfi-Doria, née le 12 février 1935, ancienne championne de ski nautique, avec laquelle il a une liaison depuis 1960. Cette union, à laquelle le roi Humbert II refuse de consentir est marquée par l'absence aux deux cérémonies des membres de la maison de Savoie,. Le couple a un unique fils, Emmanuel-Philibert de Savoie, né le 22 juin 1972,.
Certains royalistes italiens ne le considèrent plus comme chef de famille, après son mariage avec Marina Doria, citoyenne suisse d'origine italienne et issue de la bourgeoisie genevoise, et que ceux-ci jugent comme une union morganatique. Ils considèrent que le duc d'Aoste, Amédée de Savoie-Aoste, divorcé en 1982 de la princesse Claude d'Orléans, serait devenu ainsi de droit le chef de la maison de Savoie. Une autre partie des royalistes légitimistes le reconnaît comme le chef légitime de la maison de Savoie, en dépit de son ancienne réputation de playboy, passionné d'armes à feu et de voitures de sport, de ses déboires judiciaires et des commentaires négatifs des médias italiens[réf. nécessaire].
En outre, les partisans de Victor-Emmanuel rappellent souvent le principe que toute opposition par le souverain au mariage d'un prince de sa maison s'accompagne toujours d'une renonciation à ses droits de succession par ledit prince. Or, le prince de Naples n'a jamais renoncé à ses droits au trône italien, préalablement ni à la suite de son mariage, comme le roi Humbert II aurait pu ou dû l'exiger. De plus, Victor-Emmanuel n'ayant jamais été exclu de la maison de Savoie après son mariage (à défaut de renonciation à ses droits), en dépit d'une non-autorisation ou à la faveur d'une non-opposition, a donc conservé l'usage de ses droits de succession. Car il est du ressort du roi (s'appuyant sur le Code civil du royaume d'Italie de 1942, absorbant les lois dynastiques de la maison de Savoie) de menacer et mettre à l'index toute union princière publique (donc en capacité conforme), si morganatique (et s'il n'y a pas eu de renonciation dynastique préalable) ; or le non-recours à un acte officiel pouvant seul entraîner l'exclusion et la privation des droits du prince censuré et/ou de ses descendants (la monarchie italienne n'ayant jamais eu à sa disposition une législation permettant d'invalider « naturellement » les unions des princes de la maison de Savoie conclues sans assentiment royal), fait d'un non-consentement officieux du dernier roi d'Italie non accompagné d'acte patent, une convention sans force de loi ni implication dynastique.

### Un exil choisi
Après avoir longtemps revendiqué son droit de retour au pays et l'abolition de la clause constitutionnelle du bannissement, Victor-Emmanuel de Savoie obtient finalement gain de cause, quand le Parlement italien sous la présidence du conseil de son ami Silvio Berlusconi, vote la loi constitutionnelle no 1 du 23 octobre 2002, entrée en application le 10 novembre suivant, qui abroge les deux premiers alinéas de la XIIIe disposition transitoire de la Constitution italienne. Il est, avec sa famille, autorisé à retourner en Italie, après 56 ans d'exil. Il avait, à cette fin, déposé une requête devant la Cour européenne des droits de l'homme, déclarée partiellement recevable. Pour obtenir la levée de son exil, Victor-Emmanuel avait dû jurer fidélité à la République, un geste auquel il s’est longtemps refusé.
Le 23 décembre 2002, accompagné par son épouse et son fils, Victor-Emmanuel arrive sous le sceau du secret à l'aéroport Ciampino de Rome. La famille est directement reçue en audience au Vatican par le pape Jean-Paul II. En 2003, lors de leur première visite à Naples, les Savoie reçoivent un accueil mitigé, la plupart des gens sont indifférents, certains hostiles et d'autres favorables. Les médias soulignent que de nombreux habitants de Naples ne sont pas heureux du retour de la famille royale et que des centaines de manifestants scandent des slogans négatifs envers Victor-Emmanuel et les siens lors de leurs déplacements dans la ville où est né le prince. Il est en revanche accueilli par des militants fascistes et des nostalgiques de la monarchie. Face à la polémique, il doit prendre publiquement ses distances avec la signature des lois raciales par son grand-père en 1938, qui ont notamment permis, à partir de 1943, la déportation de près de 8000 juifs italiens,.
En février 2010, le tribunal d'Arezzo condamne Amédée de Savoie-Aoste et son fils Aimon pour usage illégitime du nom « di Savoia », sans le nom distinctif « Aosta » qui qualifie la branche cadette de la dynastie de Savoie. Ils sont également condamnés pour usage illégitime des armoiries de la maison royale d’Italie et de celles du prince de Piémont.
Victor-Emmanuel de Savoie, en dépit de la levée de son bannissement, continue à résider la plupart du temps à Collonge-Bellerive en Suisse, dans les environs de Genève, où il s'était établi depuis de longues années. Selon le journal Le Monde, le prince « n’a rien fait pour gagner le cœur de ses compatriotes. Au contraire, lui et son fils, Emmanuel Philibert, avaient réclamé en 2007 dans une lettre au président de la République 260 millions d’euros de dédommagements moral pour l’exil subi pendant cinquante-six ans, ainsi que la restitution des biens de la famille, confisqués par l’Etat. Les deux hommes ont cependant renoncé face au tollé soulevé en Italie. »

### Maladie, mort et funérailles
En janvier 2024, selon les propos de son fils, Victor-Emmanuel de Savoie, 86 ans, est hospitalisé durant trois semaines en raison d'une infection à la jambe que les traitements antibiotiques ne sont pas parvenus à juguler.
Le 3 février 2024, la maison royale de Savoie annonce la mort du prince advenue le matin même à Genève, à l'Hôpital cantonal universitaire, entouré des siens,. Le 9 février 2024, une chapelle ardente est aménagée au palais royal de Venaria, où plus d'une centaine de monarchistes italiens se rendent pour se recueillir. Les autorités turinoises et piémontaises sont volontairement absentes, mais le président du Sénat Ignazio La Russa est présent, en qualité d'ami du défunt, de même que Mario Borghezio, ancien député européen de la Ligue du Nord.

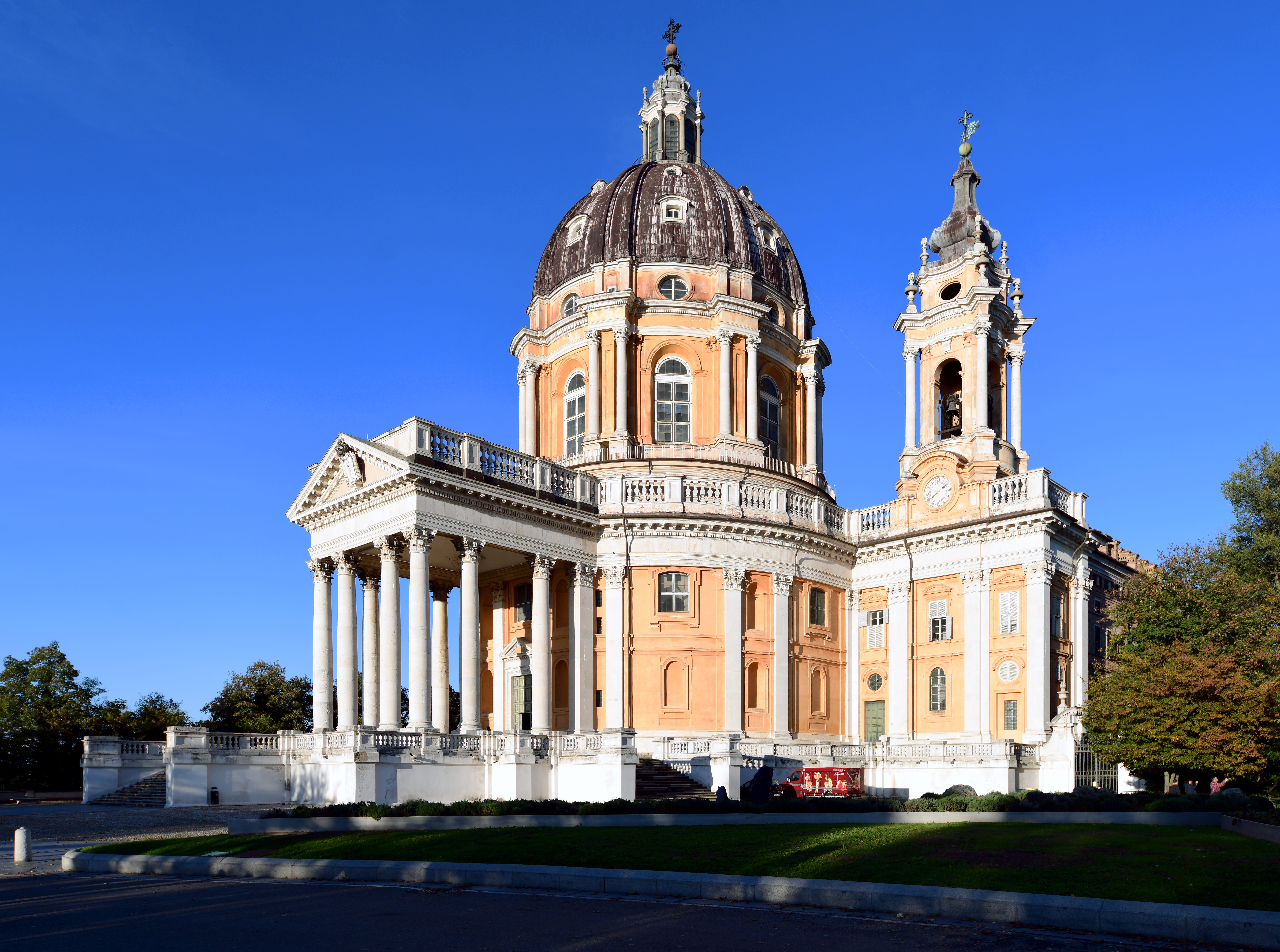
Basilique de Superga à Turin, où est inhumé le prince Victor-Emmanuel en 2024.

Ses funérailles ont lieu le samedi 10 février 2024 à 15 h dans la cathédrale Saint-Jean-Baptiste de Turin. Premier membre de la famille de Savoie à être incinéré – à Biella –, l'urne contenant ses cendres devait être inhumée trois jours plus tard, le 13 février, lors d'une cérémonie strictement privée en la crypte royale de la basilique de Superga à Turin,,,,. Cependant, la famille du défunt n'obtient les autorisations nécessaires que plus tard et l'inhumation des cendres à la basilique de Superga n'a lieu que le 1er juillet 2024, en présence du fils du défunt.  
L'assistance aux funérailles à la cathédrale de Turin, marquée par l'absence de membres du gouvernement italien, comprend la famille proche du défunt : la duchesse douairière de Savoie, le prince et la princesse de Venise, leurs deux filles, la princesse de Carignan et la princesse de Chieri. Sont également présents la princesse Maria Pia, sœur du défunt, et ses quatre enfants, les princes Dimitri, Michel, Serge et Hélène de Yougoslavie, de même que le duc et la duchesse d'Aoste, le prince de Monaco, la reine Sophie d'Espagne, le prince Jean de Nassau (représentant le grand-duc de Luxembourg), le prince Phílippos de Grèce (représentant le prince héritier Pávlos), le duc et la duchesse de Chartres (représentant le comte de Paris), le prince Napoléon, le duc de Castro, chef de la maison de Bourbon des Deux-Siciles, et sa fille, la duchesse de Calabre, le prince Leka d'Albanie, le prince de Beira (représentant le duc de Bragance), le prince de Tarnovo (représentant l'ex-roi Siméon II de Bulgarie), l'ex-roi Fouad II d'Égypte et d'autres représentants du gotha, tels que l'archiduc Martin d'Autriche-Este et la princesse Victoria Romanovna, épouse du tsarévitch Georges Mikhaïlovitch Romanov, ainsi que Fra' John Timothy Dunlap, 81e grand maître de l'ordre souverain de Malte,,.

## Problèmes judiciaires
Au début des années 1970, dans le cadre de la procédure autour de la loge maçonnique et néo-fasciste P2 dont il a fait partie, Victor-Emmanuel fait l'objet d'une enquête en Italie pour trafic d'armes international, mais celle-ci ne donne lieu à aucune suite judiciaire.
Dans la nuit du 17 au 18 août 1978, alors qu’il est en vacances dans sa propriété de Cavallo en Corse, Victor-Emmanuel tire avec une carabine pour effrayer un plaisancier italien qui a emprunté le canot pneumatique amarré à son yacht. Un jeune Allemand de 19 ans, Dirk Geerd Hamer, prend une balle perdue et meurt quelques semaines plus tard. Le prince est incarcéré pendant cinquante-cinq jours, et finalement blanchi de l'accusation de meurtre au terme d'une longue bataille juridique. En 1991, toujours dans le cadre de cette affaire, il passe devant la cour d'assises de Paris. Il est alors défendu par quatre avocats (Paul Lombard et Olivier Baratelli, le bâtonnier Georges Flécheux et le professeur Jacques Léauté) qui obtiennent son acquittement. Il est toutefois condamné à six mois de prison avec sursis pour détention et port d'armes,.
Le 16 juin 2006, il est arrêté au bord du lac de Côme, puis, après un transfert accéléré à travers la péninsule italienne, tassé dans une petite voiture, placé en détention à la prison de Potenza pour « association de malfaiteurs visant à la corruption et à l'exploitation de la prostitution » autour du casino de Campione d'Italia, petite enclave italienne au Tessin en Suisse. En mars 2007, le parquet de Côme renonce aux poursuites pour insuffisance du dossier. Il est définitivement acquitté à Rome en septembre 2010,.
Lors de son arrestation en 2006 en Italie, il dit, dans un enregistrement vidéo, en faisant référence à la mort du jeune Allemand : « J'avais tort […] je les ai dupés ». Selon les avocats de la défense, la conversation aurait été modifiée de façon à fausser ou à éliminer les « non » pour transformer ses déclarations négatives en déclarations positives.
Sur l’île française de Cavallo, il a construit dans une crique face à sa villa trois pontons entre les rochers. Ces pontons, d'une surface totale de 69 m2, majoritairement en bois et complétés d’un chemin en pierres carrelées, ont été construits sur le domaine public maritime français qui ne lui appartient pas. En 2003, l'État français le met en demeure de démonter ces pontons ; ce n’est qu’en 2012, après avoir été condamné à 324 150 euros d'astreintes et à 2 500 euros d'amende, que Victor-Emmanuel décide de les retirer.

## Titulature et honneurs

### Titulature
Titré prince de Naples à sa naissance, Victor-Emmanuel est brièvement l'héritier du trône d'Italie entre l'avènement de son père Humbert II, le 9 mai 1946, et l'abolition de la monarchie italienne, le 18 juin suivant.
À la mort de son père, en 1983, il devient chef de la maison de Savoie et de la maison royale d'Italie. En vertu de la tradition successorale de la maison de Savoie, il est, en effet, en qualité de descendant de la branche aînée de la dynastie italienne, le prétendant légitime au titre de roi d'Italie, en cas de retour de la monarchie dans ce pays et porte le titre de duc de Savoie, en concurrence avec son cousin de la branche cadette, Amédée de Savoie-Aoste. Il porte également le titre honorifique de roi titulaire de Chypre.
Les titres portés depuis le 12 juin 1946 par les membres de la maison de Savoie n’ont pas d’existence juridique en Italie et sont considérés comme des titres de courtoisie. Ils sont attribués par le chef de maison.
- 3 février 1937[9] - 12 juin 1946 : Son Altesse Royale le prince de Naples (naissance) ;
- 12 juin 1946 - 3 février 2024 : Son Altesse Royale le prince de Naples (titre de courtoisie) ;
- 18 mars 1983 - 3 février 2024 : Son Altesse Royale le duc de Savoie, prince de Naples (titres de courtoisie).

### Honneurs dynastiques de la maison de Savoie
- Grand-maître et chevalier de l'ordre suprême de la Très Sainte Annonciade[13].
- Grand-maître et chevalier de l'ordre des Saints-Maurice-et-Lazare[13].
- Grand-maître et chevalier de l'ordre civil de Savoie[13].
- Grand-maître et fondateur de l'ordre du Mérite de Savoie[13].

### Honneurs étrangers
- Bailli Grand-croix d'honneur et de dévotion de l'ordre souverain de Malte[13].
- Chevalier grand-croix de justice de l'ordre sacré et militaire constantinien de Saint-Georges (maison de Bourbon-Siciles)[13].
- Chevalier de l'ordre de Saint-André (maison Romanov)[13].
- Chevalier de l'ordre de Saint-Alexandre Nevski (maison Romanov)[13].
- Chevalier de l'ordre de l'Aigle blanc (maison Romanov)[13].
- Chevalier de l'ordre de Sainte-Anne (maison Romanov)[13].
- Chevalier de l'ordre de Saint-Stanislas (Russie impériale) (maison Romanov)[13].
- Grand-croix de l'ordre du Sauveur (Grèce)[13].
- Grand-croix de l'ordre de l'Immaculée Conception de Vila Viçosa (maison de Portugal)[13].
- Grand-croix de l'ordre de l'Étoile de Karageorge (Yougoslavie)[13].
- Grand-croix de l'ordre de Saint-Charles (Monaco, 1er mars 2003)[42].
- Chevalier de l'ordre de Petrovitch-Njegosh (maison Petrovitch-Njegosh de Monténégro)[13].
- Chevalier grand-croix avec l'étoile d'argent de l'ordre du prince Danilo Ier (Maison Petrović-Njegoš, Monténégro)[13].
- Chevalier de l'ordre de Saint-Pierre de Cetinje (Maison Petrović-Njegoš, Monténégro)[13].

## Ascendance
|  |                                       |  |  |  |  |  |  |  |  |  |  |  |  |
|  | 8. Humbert Ier                        |  |  |  |  |  |  |  |  |  |  |  |  |
|  |                                       |  |  |  |  |  |  |  |  |  |  |  |  |
|  |                                       |  |  |  |  |  |  |  |  |  |  |  |  |
|  | 4. Victor-Emmanuel III                |  |  |  |  |  |  |  |  |  |  |  |  |
|  |                                       |  |  |  |  |  |  |  |  |  |  |  |  |
|  |                                       |  |  |  |  |  |  |  |  |  |  |  |  |
|  | 9. Marguerite de Savoie               |  |  |  |  |  |  |  |  |  |  |  |  |
|  |                                       |  |  |  |  |  |  |  |  |  |  |  |  |
|  |                                       |  |  |  |  |  |  |  |  |  |  |  |  |
|  | 2. Humbert II d'Italie                |  |  |  |  |  |  |  |  |  |  |  |  |
|  |                                       |  |  |  |  |  |  |  |  |  |  |  |  |
|  |                                       |  |  |  |  |  |  |  |  |  |  |  |  |
|  | 10. Nicolas Ier de Monténégro         |  |  |  |  |  |  |  |  |  |  |  |  |
|  |                                       |  |  |  |  |  |  |  |  |  |  |  |  |
|  |                                       |  |  |  |  |  |  |  |  |  |  |  |  |
|  | 5. Hélène de Monténégro               |  |  |  |  |  |  |  |  |  |  |  |  |
|  |                                       |  |  |  |  |  |  |  |  |  |  |  |  |
|  |                                       |  |  |  |  |  |  |  |  |  |  |  |  |
|  | 11. Milena Vukotić                    |  |  |  |  |  |  |  |  |  |  |  |  |
|  |                                       |  |  |  |  |  |  |  |  |  |  |  |  |
|  |                                       |  |  |  |  |  |  |  |  |  |  |  |  |
|  | 1. Victor-Emmanuel de Savoie          |  |  |  |  |  |  |  |  |  |  |  |  |
|  |                                       |  |  |  |  |  |  |  |  |  |  |  |  |
|  |                                       |  |  |  |  |  |  |  |  |  |  |  |  |
|  | 12. Philippe de Belgique              |  |  |  |  |  |  |  |  |  |  |  |  |
|  |                                       |  |  |  |  |  |  |  |  |  |  |  |  |
|  |                                       |  |  |  |  |  |  |  |  |  |  |  |  |
|  | 6. Albert Ier de Belgique             |  |  |  |  |  |  |  |  |  |  |  |  |
|  |                                       |  |  |  |  |  |  |  |  |  |  |  |  |
|  |                                       |  |  |  |  |  |  |  |  |  |  |  |  |
|  | 13. Marie de Hohenzollern-Sigmaringen |  |  |  |  |  |  |  |  |  |  |  |  |
|  |                                       |  |  |  |  |  |  |  |  |  |  |  |  |
|  |                                       |  |  |  |  |  |  |  |  |  |  |  |  |
|  | 3. Marie-José de Belgique             |  |  |  |  |  |  |  |  |  |  |  |  |
|  |                                       |  |  |  |  |  |  |  |  |  |  |  |  |
|  |                                       |  |  |  |  |  |  |  |  |  |  |  |  |
|  | 14. Charles-Théodore en Bavière       |  |  |  |  |  |  |  |  |  |  |  |  |
|  |                                       |  |  |  |  |  |  |  |  |  |  |  |  |
|  |                                       |  |  |  |  |  |  |  |  |  |  |  |  |
|  | 7. Élisabeth en Bavière               |  |  |  |  |  |  |  |  |  |  |  |  |
|  |                                       |  |  |  |  |  |  |  |  |  |  |  |  |
|  |                                       |  |  |  |  |  |  |  |  |  |  |  |  |
|  | 15. Marie-Josèphe de Portugal         |  |  |  |  |  |  |  |  |  |  |  |  |
|  |                                       |  |  |  |  |  |  |  |  |  |  |  |  |
|  |                                       |  |  |  |  |  |  |  |  |  |  |  |  |

## Publication
- (it) Vittorio Emanuele et Alessandro Feroldi, Lampi di vita : Storia di un principe in esilio, Rizzoli, 2002, 238 p. (ISBN 9788817870474).